# Alopecia areata
Alopecia areata, eller fläckvis håravfall, är en autoimmun sjukdom där kroppens immunsystem låter alla hårsäckar gå in i vilostadiet varvid håret faller av. Man brukar räkna med tre stadier av håravfall: 
- Alopecia areata - Fläckvis håravfall
- Alopecia totalis - Avsaknad av huvudhår
- Alopecia universalis - Total avsaknad av kroppsbehåring

Sjukdomen går ofta i skov med omväxlande håravfall och perioder med hårtillväxt. Generellt gäller att ju mer hår personen tappar desto större är sannolikheten att det aldrig växer tillbaka. Hos vissa patienter drabbas även naglarna av sjukdomen vilket gör dessa sköra. Sjukdomen är inte fysiskt skadlig men kan vara mycket psykiskt påfrestande för den drabbade. Många personer med Alopeci väljer att använda peruk. 
Alopeci kan behandlas med varierande effektivitet. Inflammationsdämpande steroider kan appliceras topikalt (på huden), eller injiceras. Detta dämpar immunreaktionen som angriper hårsäckarna och låter dessa återhämta sig. En annan behandlingsform är att avsiktligt framkalla en kontaktallergi. Detta stimulerar hårsäckarna att producera hår, men mekanismen är inte helt klarlagd.
Den associeras ibland med några andra autoimmuna sjukdomar som vitiligo (vita fläckar i huden) och hypotyreos (underproduktion av tyroxin i sköldkörteln).
Alopecia areata har tidigare betraktats som ett tillstånd framkallat av stress. Än idag kvarstår en tro på att stress skulle kunna framkalla fläckvist håravfall, men det finns väldigt lite vetenskapliga bevis som stödjer denna tes.
Personer av alla åldrar kan drabbas av fläckvist håravfall. Det är dock viktigt att känna till att en individ normalt sett tappar cirka 100 hårstrån per dag, utan att detta begränsade håravfall betraktas som alopeci.